# Zacthys biplaga
Zacthys biplaga är en fjärilsart som beskrevs av Pierre E.L. Viette 1973. Zacthys biplaga ingår i släktet Zacthys och familjen nattflyn. Inga underarter finns listade i Catalogue of Life.